# Alberto Balboni
Alberto Balboni (Ferrara, 19 giugno 1959) è un politico italiano.

## Biografia
Laureato in giurisprudenza, esercita la professione di avvocato.

### Attività politica
Aderisce in gioventù al Movimento Sociale Italiano, con il quale è candidato in diverse elezioni amministrative ed è eletto consigliere comunale di Ferrara dal 1980 al 1994.
Alle elezioni politiche del 1987 si candida alla Camera nella circoscrizione Bologna-Ferrara-Ravenna-Forlì, ottenendo 2.799 preferenze e non risultando eletto.
Alle elezioni europee del 1989 si candida nella circoscrizione Italia nord-orientale nelle liste del Movimento Sociale Italiano, ottenendo 3.234 preferenze e non risultando eletto.
Alle elezioni politiche del 1992 si ricandida alla Camera nella circoscrizione Bologna-Ferrara-Ravenna-Forlì, ottenendo 2.991 preferenze e non risultando eletto.
Alle politiche del 1994 corre alla Camera per Alleanza Nazionale nel collegio uninominale di Ferrara-Via Bologna, raccogliendo un buon 12,26% dei voti, comunque insufficienti per l'elezione, conseguita dal candidato dei Progressisti Luciano Galliani (49,08%). Si ricandida alla Camera nel 1996 nel collegio uninominale di Ferrara-Cento, sostenuto questa volta dal Polo per le Libertà, in quota AN; ottiene il 37,7% dei consensi ed è sconfitto dal rappresentante dell'Ulivo Adriano Vignali (54,18%).
Alle elezioni regionali in Emilia-Romagna del 1995 viene eletto per la prima volta in Consiglio Regionale per la provincia di Ferrara con 4.045 preferenze, nel 1999 è rieletto nel Consiglio Comunale di Ferrara. 
Nello stesso anno si candida alle elezioni europee nella circoscrizione Italia nord-orientale nelle liste di Alleanza Nazionale-Patto Segni, ottenendo 2.861 preferenze e non risultando eletto. 
Riconfermato in Consiglio Regionale alle elezioni del 2000 con 9.419 preferenze, si dimetterà nel corso del mandato nel 2001 in quanto è eletto al Senato della Repubblica per la Casa delle Libertà grazie al recupero proporzionale nel collegio di Ferrara. Nella XIV legislatura della Repubblica è stato componente della Giunta delle elezioni e delle immunità parlamentari, della 3ª Commissione Affari esteri, emigrazione, della 6ª Commissione Finanze e tesoro, della 9ª Commissione Agricoltura e produzione agroalimentare.
Alle elezioni amministrative del 2004 è candidato come sindaco di Ferrara, sostenuto da Alleanza Nazionale e dall'Unione di Centro, ottenendo il 17,23% dei voti e venendo rieletto consigliere comunale.
Alle elezioni politiche del 2006 è rieletto al Senato della Repubblica ancora in AN nella circoscrizione Emilia-Romagna. È membro della 6ª Commissione permanente (Finanze e tesoro).
Alle politiche del 2008 è rieletto nella medesima circoscrizione nelle liste del Popolo della Libertà (PdL). Alle elezioni europee del 2009 si candida nella circoscrizione Italia nord-orientale nelle liste del Popolo della Libertà, ottenendo 9.719 preferenze e non risultando eletto. 
A dicembre 2012 partecipa alla scissione del PdL guidata da Giorgia Meloni, Ignazio La Russa e Guido Crosetto e contribuisce alla fondazione di Fratelli d'Italia (FdI), diventandone il coordinatore regionale in Emilia-Romagna e con cui alle elezioni politiche del 2013 è stato ricandidato al Senato, tra le sue liste nella circoscrizione Emilia-Romagna, ma risultando tuttavia non eletto.
Alle elezioni europee del 2014 è stato candidato al Parlamento europeo, con Fratelli d'Italia nella circoscrizione Italia nord-orientale, ma ottenendo 2.379 preferenze e risultando non eletto.
Torna al Senato nelle elezioni del 2018, avendo vinto nel collegio uninominale Emilia-Romagna - 03 (Ferrara) per la coalizione di centrodestra con il 34,36% dei voti contro Sandra Zampa del Partito Democratico (30,70%).
Alle elezioni politiche anticipate del 2022 viene ricandidato al Senato per Fratelli d'Italia sia nel collegio uninominale Emilia-Romagna - 04 (Ravenna), sostenuto dalla coalizione di centro-destra, che come capolista nel collegio plurinominale Emilia-Romagna - 02, venendo rieletto senatore nell'uninominale con il 42,09% dei voti e sopravanzando i candidati del centro-sinistra Manuela Rontini (34,67%) e del Movimento 5 Stelle Anastasia Ruggeri (8,87%). Nella XIX legislatura ricopre l'incarico di presidente della 1ª Commissione Affari costituzionali del Senato ed è componente della Giunta delle elezioni e delle immunità parlamentari e del Comitato parlamentare per i procedimenti di accusa.